# Vinicio
Vinicio  è un nome proprio di persona italiano maschile.

## Varianti
- Maschili: Venicio[2]
- Femminili: Vinicia[1][2], Venicia[2]

### Varianti in altre lingue
- Latino: Vinicius[3]
- Polacco: Winicjusz
- Portoghese: Vinícius[3]
- Spagnolo: Vinicio[3]

## Origine e diffusione
Deriva dal tardo gentilizio romano Vinicius, probabilmente derivato dal latino vinum, "vino"; esistono dei nomi corrispondenti in altre lingue italiche, come l'etrusco Vinucenas e l'osco Viinikiis, ma sembra più plausibile che questi siano prestiti dal latino che non viceversa. Fatta salva qualche ripresa rinascimentale dell'antico nome latino, comunque, la presenza di Vinicio nel panorama onomastico italiano parte sostanzialmente dal primo Novecento ed è di matrice letteraria, dovuta alla popolarità del romanzo di Henryk Sienkiewicz Quo vadis? e dei relativi adattamenti cinematografici, il cui protagonista maschile si chiama Marco Vinicio.
Il nome gode di una discreta diffusione, principalmente al maschile; è diffuso in tutta la penisola italiana, specialmente al Centro.

## Onomastico
Essendo un nome adespota, ovvero mai portato da alcun santo, l'onomastico si festeggia il 1º novembre, festa di Ognissanti.

## Persone

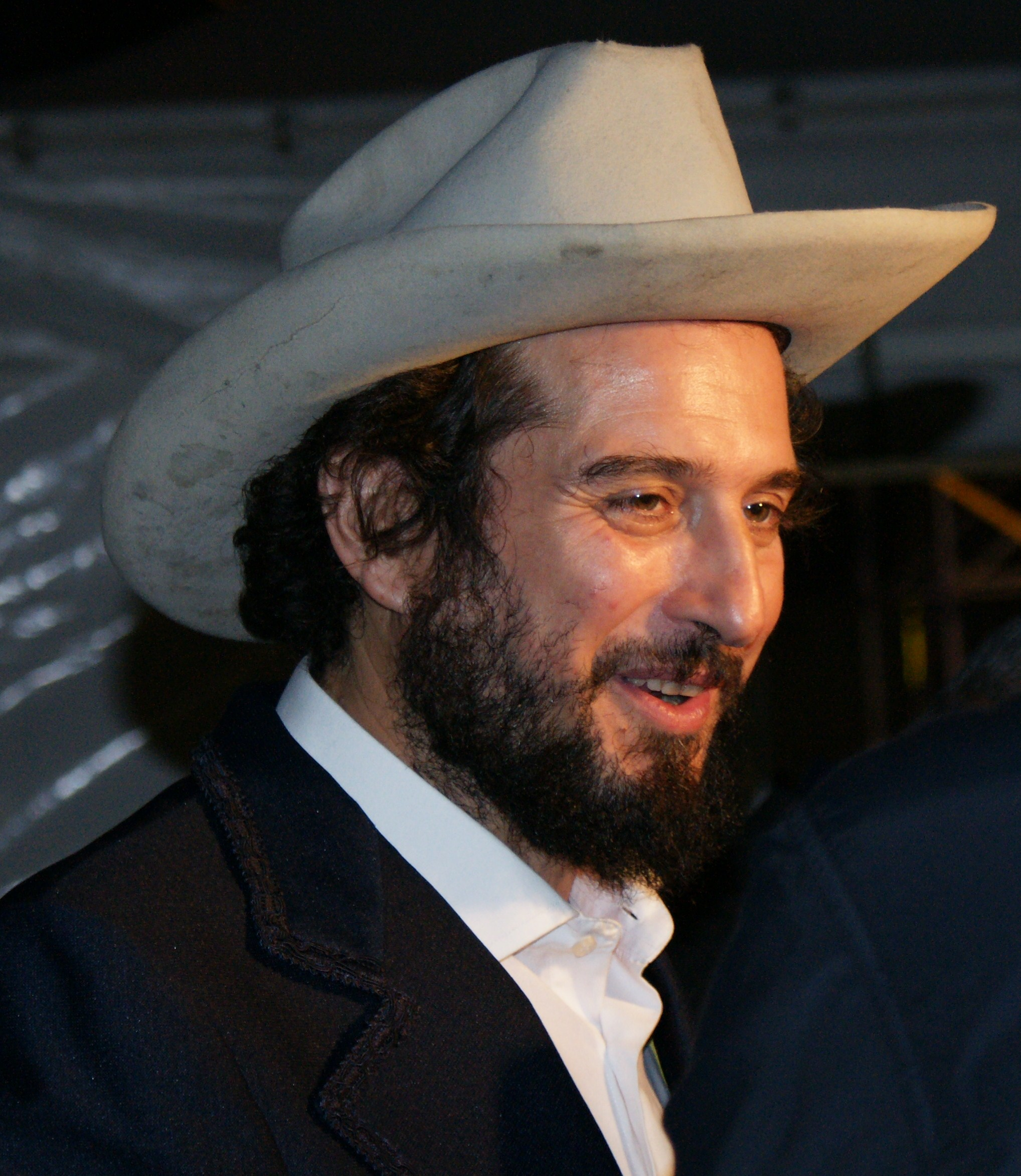
Vinicio Capossela

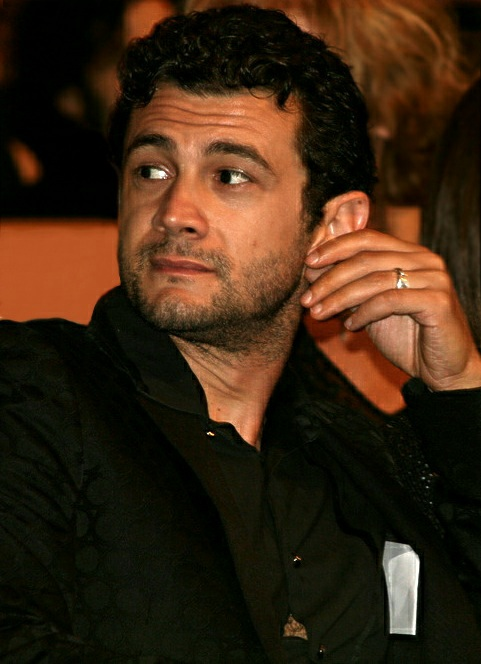
Vinicio Marchioni

- Marco Vinicio (19 a.C.), console romano.
- Marco Vinicio (30 d.C.), console romano nipote del precedente.
- Vinicio Berti, pittore, illustratore ed autore di fumetti italiano
- Vinicio Boffi, matematico italiano
- Vinicio Capossela, cantautore e polistrumentista italiano
- Vinicio Colombo, calciatore italiano
- Vinicio Diamanti, attore italiano
- Vinicio Espinal, calciatore dominicano
- Vinicio Facca, calciatore italiano
- Vinicio Lazzarini, calciatore italiano
- Vinicio Marchioni, attore italiano
- Vinicio Mossali, cestista italiano
- Vinicio Nesti, cestista e allenatore di pallacanestro italiano
- Vinicio Peluffo, politico italiano
- Vinicio Sabbatini, calciatore italiano
- Vinicio Sofia, attore e doppiatore italiano
- Vinicio Tumiati, calciatore italiano
- Vinicio Verza, calciatore italiano
- Vinicio Viani, calciatore e allenatore di calcio italiano

### Variante Vinícius

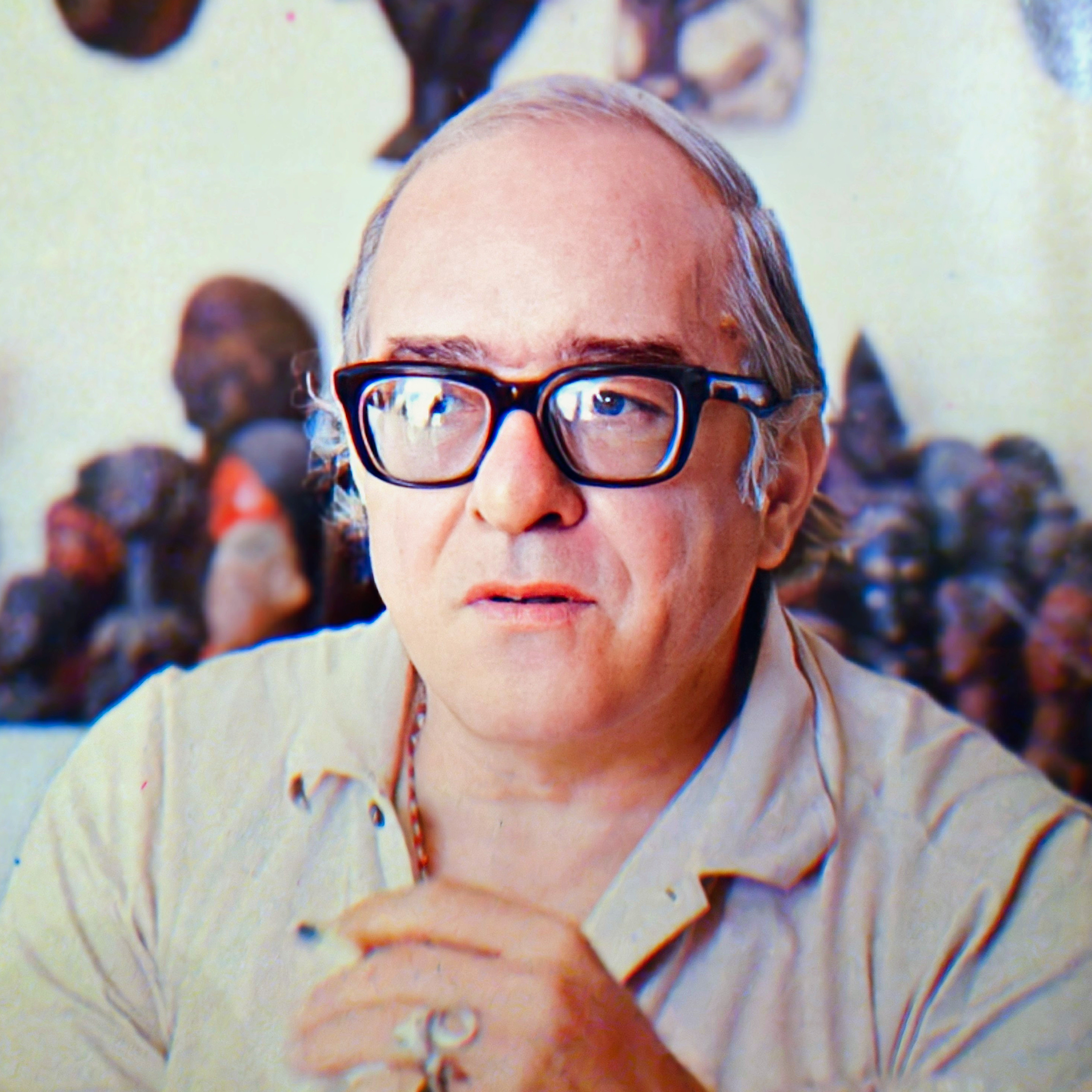
Vinícius de Moraes

- Vinícius Bacaro, giocatore di calcio a 5 brasiliano naturalizzato italiano
- Vinícius de Moraes, poeta, cantante, compositore, drammaturgo e diplomatico brasiliano
- Vinícius Duarte, giocatore di calcio a 5 brasiliano naturalizzato italiano
- Vinicius Oliveira Franco, calciatore brasiliano
- Vinícius Elías Teixeira, giocatore di calcio a 5 brasiliano
- Vinícius Júnior, calciatore brasiliano

## Il nome nelle arti
- Marco Vinicio è uno dei protagonisti del romanzo di Henryk Sienkiewicz Quo vadis?.